# 착생생물

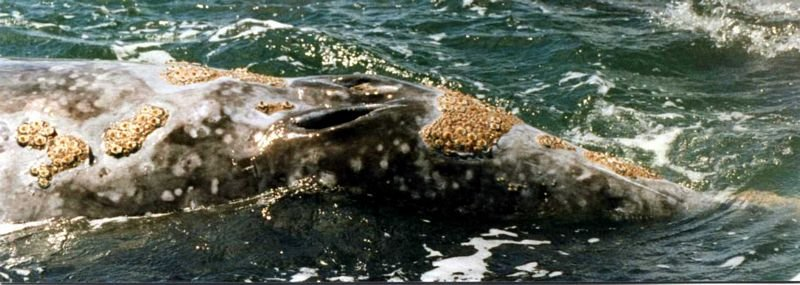
따개비가 착생하는 귀신고래의 분수공

착생생물(epibiont, "위에서 살아가는"을 의미하는 고대 그리스어에서 유래함)은 다른 살아있는 유기체의 표면에서 살아가는 유기체를 의미한다. 정의에 의하면 착생생물은 숙주에게 해를 끼치지 않으며, 이러한 관점에서 숙주와 착생생물 간의 상호작용은 중립주의 또는 동종공생으로 이해할 수 있다. 이는 예를 들어 한 생물이 다른 생물의 희생으로 이득을 취하는 기생이나 두 생물의 서로의 존재로 어떤 추가적인 이득을 보는 공생과는 다른 것이다.
착생생물이 숙주에게 직접적인 영향을 끼치지는 않지만, 이러한 착생관계와 숙주의 표면의 변화가 초래하는 간접적인 영향은 왕왕 있다. 표면의 상태가 항력, 방사성 물질의 흡수, 영양분 흡수 등등의 필수적인 생태적 기능에 영향을 끼치기 때문에, 이러한 영향은 해양생물과 수중 생태계에 필수적인 중요성을 가진다. 흔한 착생생물로는 따개비, 빨판상어, 조류가 있으며 대부분 고래, 상어, 바다거북, 맹그로브와 같은 큰 해양 유기체의 표면에서 살아간다. 착생생물의 숙주는 피착생생물(basibiont, "아래에서 살아가는")이라고 불린다.

## 유형
- 착생식물은 다른 식물의 표면에서 자라나는 식물이다.
- 착생동물성Epizoic 유기체는 다른 동물의 표면에서 생활하는 비기생성 유기체들이다.[4] 예를 들면 이끼, 조류, Gymnopholus 바구미에 붙어자라는 균류, 다른 동물들에 붙어 자라는 이끼벌레 등등이 있다.

## 참고문서
- 바위붙이생물, 바위 위에 자라는 유기체
- Zoochory, 동물에 의한 종자분산